# Parisaaret (ö i Egentliga Tavastland, Forssa)
Parisaaret är en ö i Finland. Den ligger i sjön Liesjärvi och i kommunen Tammela i den ekonomiska regionen  Forssa ekonomiska region  och landskapet Egentliga Tavastland, i den södra delen av landet, 80 km nordväst om huvudstaden Helsingfors. Öns area är 0,1 hektar och dess största längd är 80 meter i öst-västlig riktning.  Notera att namnet antyder att det är fråga om flera öar.